# Timberlake (Carolina del Norte)
Timberlake es un área no incorporada ubicada del condado de Person en el estado estadounidense de Carolina del Norte.